# 照蓮寺
照蓮寺（しょうれんじ）は、岐阜県高山市堀端町にある真宗大谷派の寺院である。同派高山教区高山一組に属する。通称は、「中野照蓮寺」。
高山市には「照蓮寺」は2か寺存在し、鉄砲町にある「真宗大谷派高山別院照蓮寺」とは直線距離で約800m離れている。

## 沿革
1253年（建長5年）、親鸞の教えを受けた嘉念坊善俊（後鳥羽上皇の子または孫と伝えられる）が美濃国長滝から飛騨国白川郷鳩ヶ谷に入り、正蓮寺を建立する。正蓮寺を中心に飛騨国の浄土真宗は一大勢力となる。
戦国時代、正蓮寺の僧、教信は還俗し三島将監を名乗り、弟の明教（後の正蓮寺第九世）とともに勢力を拡大する。
このころ以降、加賀一向一揆などの北陸の一向一揆の際、兵の派遣や協力を行っている。
やがて三島氏とこの地を治める帰雲城城主内ヶ島氏は勢力争いで対立する。
1488年（長享2年）、帰雲城城主内ヶ島為氏により正蓮寺は焼き討ちにあい、三島将監は戦死、明教はかろうじて逃げ延びるが、後に自害。
明教の子である正蓮寺第十世明心は、内ヶ島為氏と和睦し、1504年（永正元年）、飛騨国白川郷中野に寺院を復興し、「正蓮寺」から「光曜山照蓮寺」に改称する。
内ヶ島氏と手を結んだことにより照蓮寺の勢力は拡大した。天正13年（1585年）、三木氏の後に飛騨国を治めた金森長近はこの力を利用し、家来の石徹白彦左衛門に命じて照蓮寺との間で起請文を交わし、天正16年（1588年）、高山城城下に光曜山照蓮寺を移転させた。
これにより、城主金森長近が留守の間、浄土真宗照蓮寺が高山藩を守っていた。
この功により、秀吉は安阿弥作の阿弥陀如来像立像を照蓮寺に下賜している。
移転した照蓮寺が、後の真宗大谷派高山別院照蓮寺である。
1588年（天正16年）、光曜山照蓮寺の移転後も、正蓮寺開基善俊の墓と本堂が残り、「照蓮寺掛所心行坊」として存続する。
明治の初めごろに本山に改称を願い出て、「心行坊」から「照蓮寺」と公称する。
1961年（昭和36年）、御母衣ダムによる水没のため、飛騨国白川郷中野から高山市堀端町に移転する。
移転した建物のうち、本堂は1504年（永正元年）頃の建立で、国の重要文化財である。中門は、1574年（天正2年）の建立。梵鐘は、「建武元年三月十二日（1334年4月16日〈ユリウス暦〉）」・「飛州安國寺」の銘があり、共に岐阜県重要文化財に指定されている。

## 文化財
重要文化財
- 本堂

入母屋造、銅板葺き（元はとち葺き）。間口7間、奥行9間。照蓮寺が白川郷中野に移転した1588年（天正16年）頃の建立である。ダム建設に伴い当初位置から移築され、堂の正面も当初の東向きから西向きに変更されているが、真宗本堂特有の形式をもった建築としては最古のものである。堂内は手前を広い外陣、奥は中央を内陣、左右を余間（よま）とする。堂は角柱を用い、広縁を設け、外部の建具は舞良戸（まいらど）とする。内部は全面畳敷きで、天井は棹縁天井とするなど、内外部とも住宅風の意匠になる。外陣には4本の独立柱が立ち、柱上部には梁間方向に2筋の長押を通し、長押上は筬欄間（おさらんま）とする。内陣奥は押板形式の仏壇とし、中央に本尊阿弥陀如来立像、左右に親鸞と蓮如の画像を祀る。
岐阜県指定重要文化財
- 梵鐘 銘建武元年三月十二日[2]

## 所在地
- 岐阜県高山市堀端町8（城山公園）
  - 高山本線高山駅より徒歩25分

## その他

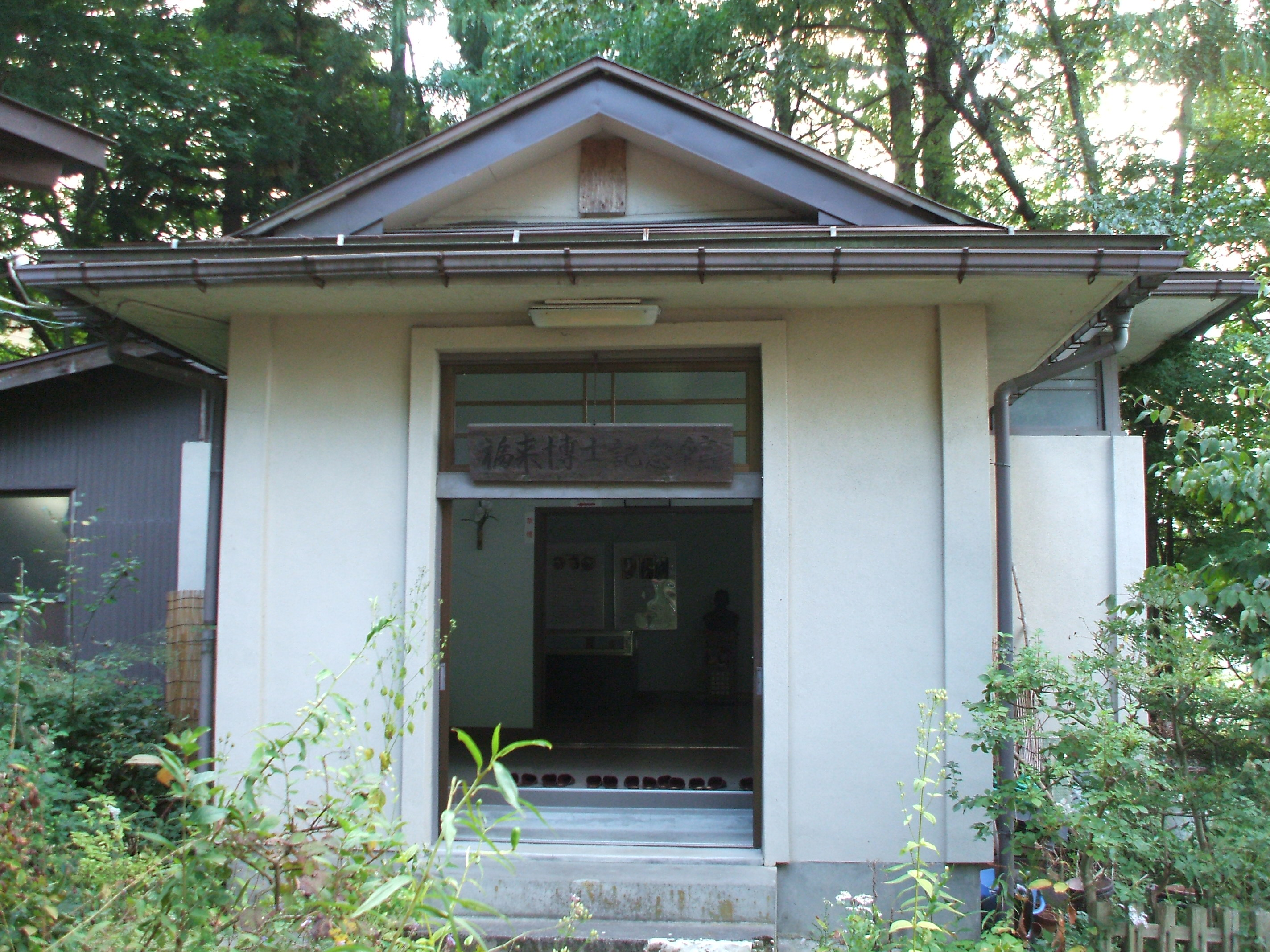
福来博士記念館

- 正蓮寺以来の浅からぬ縁であった内ヶ島氏は、天正13年の天正大地震により根拠地である帰雲城ごと山崩れで埋没し滅んだと伝えられる。
- 中野照蓮寺（城山公園）に隣接して、福来博士記念館がある。ここには、念写、透視など超能力を研究した福来友吉博士の研究資料を展示しており 御船千鶴子（小説『リング』のモデル）、長尾郁子、高橋貞子、三田光一といった「超能力者」が行なった実験の試料がある。